# ارس الكترونيكا
ارس الكترونيكا هو مؤتمر سنوي تنظمه الرابطة النمساوية للفن والفلسفة مونوشروم للتركيز على الجنس والتكنولوجيا. المهرجان يضم العديد من اللقاءات وورش العمل والآلات والعروض والأفلام. و جوهانز جرينزفوتنر هو راعي المهرجان.
كان هذا الحدث يقام في مدينة سان فرانسيسكو في الفترة بين 2007 و 2015؛ لكن مونوشروم تريد ان ينتقل إلى أوروبا.
ارس الكترونيكا arse elektronika هو تورية لاسم «ارس الكترونيك» ars electronic وهي منظمة للفن والتكنولوجيا تقع أيضا في النمسا.
وفيوليت بلو، ومارك دري، وريتشارد كادري، وانالي نويتز، وكارول كوين، وسوسي برايت، ورودي روكر هم المتحدثون في المئتمرات السابقة إلى جانب عروض توضيحية من كايل ماشوليس من مدونة سلاشدونج، وهيثر كيلي والن ستين من ثريل هامرز، ومهندسين آخرين من الموقع الإباحي فاكينج ماشينز.